# 2B (personaggio)
YoRHa No.2 Type B o semplicemente 2B è un personaggio immaginario della serie Drakengard.
Introdotto nel videogioco del 2017 Nier: Automata, è protagonista della serie animata Nier: Automata Ver1.1a e del romanzo Nier: Automata: Long Story Short.
2B compare inoltre nei videogiochi Nier Reincarnation, Soulcalibur VI (come contenuto scaricabile), Final Fantasy XIV (nell'espansione Shadowbringers), SINoALICE e Granblue Fantasy Versus: Rising (come DLC). Il costume del personaggio è inoltre incluso in numerosi giochi tra cui Gravity Rush 2, PUBG: Battlegrounds, Phantasy Star Online 2, Fall Guys, Tom Clancy's Rainbow Six: Siege e Stellar Blade.

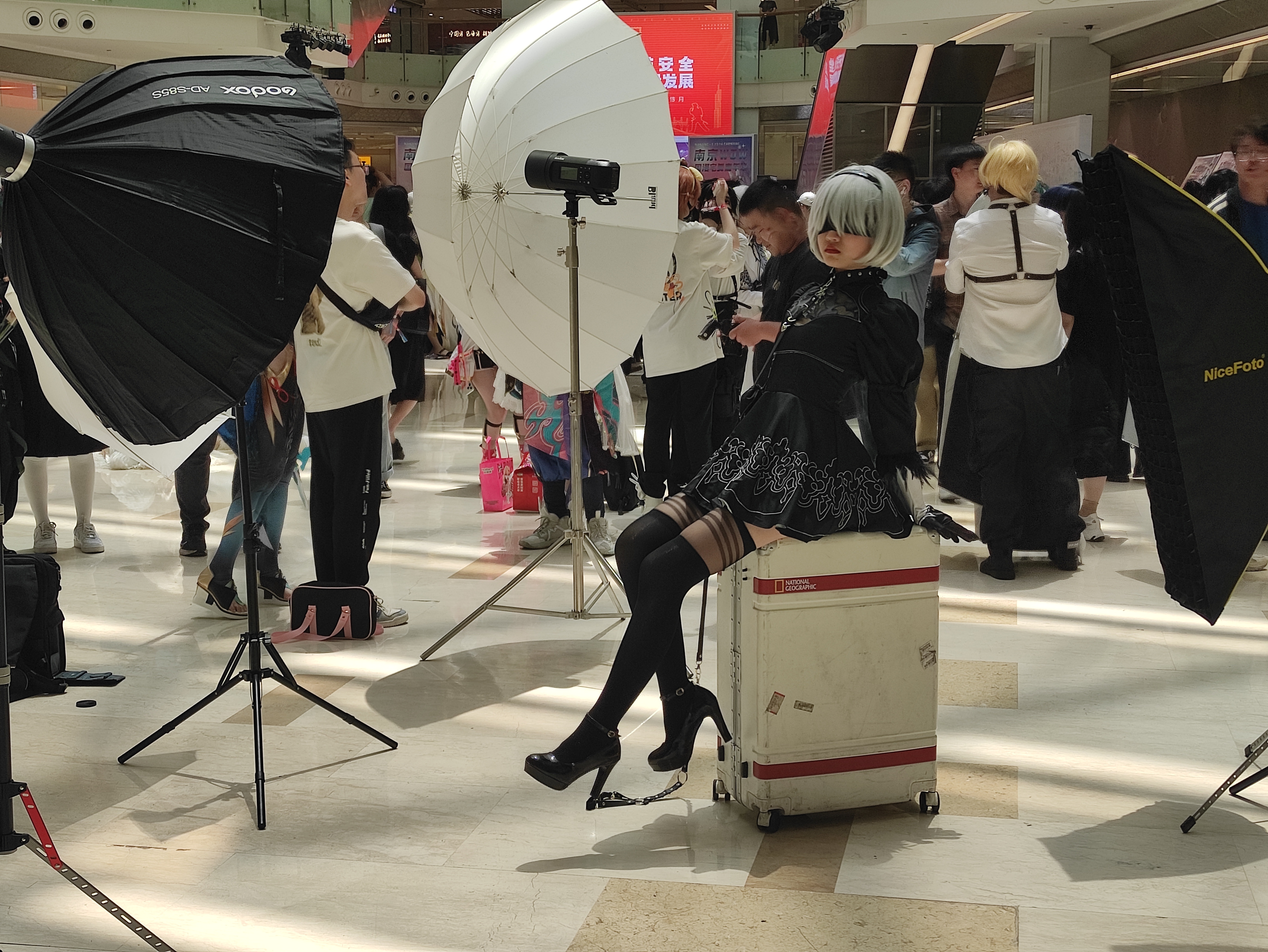
Cosplay di 2B

Takahisa Taura di PlatinumGames ha dichiarato che 2B è ispirata alla protagonista di Alita l'angelo della battaglia.